# Damián Santiago Bitar
Damián Santiago Bitar (Arroyo Cabral, 12 de fevereiro de 1963) - padre católico argentino, bispo de Oberá desde 2010.
Foi ordenado sacerdote em 13 de dezembro de 1987 e incardinado na diocese de Villa María. Ele foi, entre outros, tesoureira diocesana, delegada das comunidades religiosas femininas e vigária geral da diocese.
Em 4 de outubro de 2008, o Papa Bento XVI o nomeou bispo auxiliar da diocese de San Justo, com a sé titular de Turris Tamalleni. Foi ordenado bispo em 8 de dezembro de 2008 pelo bispo José Ángel Rovai.
Em 26 de outubro de 2010, foi nomeado bispo da diocese de Oberá. 